# Ocholissa vidua
Ocholissa vidua es una especie de coleóptero de la familia Salpingidae que habita en Samoa.